# Notothixos subaureus
Notothixos subaureus é uma espécie de visco da família Santalaceae. Ela pode ser encontrada no leste da Austrália.